# Hohmannita
La hohmannita o castanita és un mineral de la classe dels sulfats. Anomenada així per Thomas Hohmann, enginyer de mines de Valparaíso (Xile) i descobridor de l'espècie mineral.

## Classificació
Segons la classificació de Nickel-Strunz, la hohmannita pertany a «07.DB: Sulfats (selenats, etc.) amb anions addicionals, amb H₂O, amb cations de mida mitjana només; octaedres aïllats i unitats finites» juntament amb els següents minerals: aubertita, magnesioaubertita, svyazhinita, khademita, jurbanita, rostita, ortominasragrita, anortominasragrita, minasragrita, amarantita, bobjonesita, metahohmannita, aluminocopiapita, calciocopiapita, copiapita, cuprocopiapita, ferricopiapita, magnesiocopiapita i zincocopiapita.

## Característiques
La hohmannita és un sulfat de fórmula química Fe³⁺₂O(SO₄)₂(H₂O)₄·4H₂O. Cristal·litza en el sistema triclínic. La seva duresa a l'escala de Mohs és 3. Es deshidrata ràpidament a metahohmannita quan s'exposa a l'aire. Es descompon en aigua calenta i és insoluble en aigua freda.

## Formació i jaciments
La hofmannita ha estat descrita a l'Argentina, Xile, Grècia i els EUA. A la seva localitat tipus ha estat descrita juntament amb sideronatrita, copiapita i amarantita. En altres contextos s'ha descrit també associada a metahohmannita.